# Thestius philanthus
Thestius philanthus är en fjärilsart som beskrevs av Stoll 1787. Thestius philanthus ingår i släktet Thestius och familjen juvelvingar. Inga underarter finns listade i Catalogue of Life.